# Зелов
Зелов  (нім. Seelow) — місто в Німеччині, розташоване в землі Бранденбург. Адміністративний центр району Меркіш-Одерланд.
Площа — 25,28 км2. Населення становить 5394 ос. (станом на 31 грудня 2020).

## Демографія
- Динаміка населення з 1875 року в сучасних кордонах (Синя лінія: населення; Пунктир: відносна порівняльна динаміка населення землі Бранденбург; Сірий фон: період Третього рейху; Помаранчевий фон: період НДР)
- Динаміка населення (синя лінія) і прогнози

| Рік  | Населення |
| ---- | --------- |
| 1875 | 5 736     |
| 1890 | 5 205     |
| 1910 | 4 492     |
| 1925 | 4 754     |
| 1939 | 4 420     |
| 1950 | 4 667     |
| 1964 | 5 652     |

| Рік  | Населення |
| ---- | --------- |
| 1971 | 5 804     |
| 1981 | 6 304     |
| 1985 | 6 457     |
| 1990 | 6 231     |
| 1995 | 5 829     |
| 2000 | 6 082     |
| 2005 | 5 776     |

| Рік  | Населення |
| ---- | --------- |
| 2010 | 5 540     |
| 2015 | 5 387     |
| 2016 | 5 451     |
| 2017 | 5 415     |
| 2018 | 5 426     |
| 2019 | 5 422     |
| 2020 | 5 394     |

Джерела даних вказані на Wikimedia Commons.

## Галерея

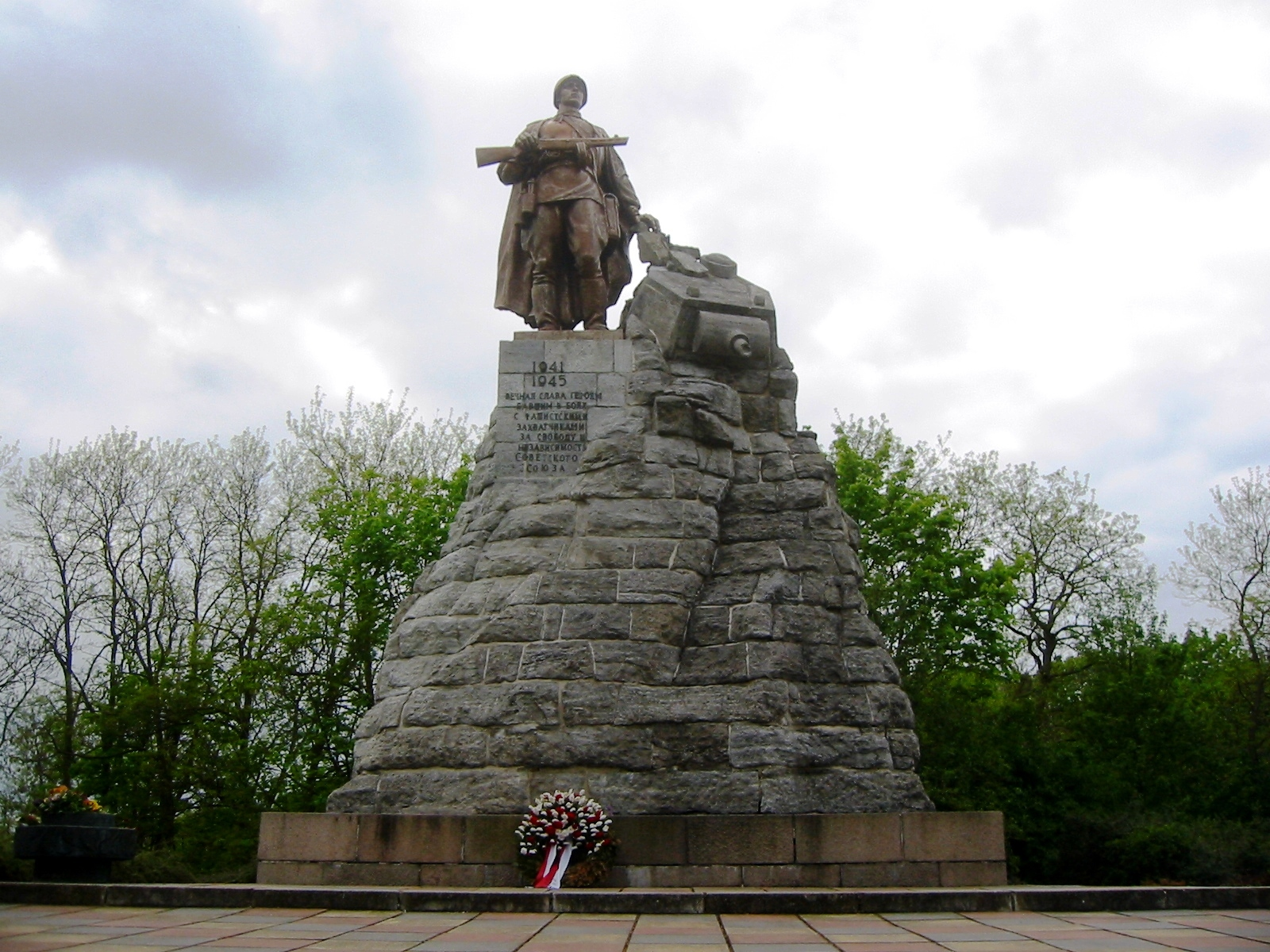
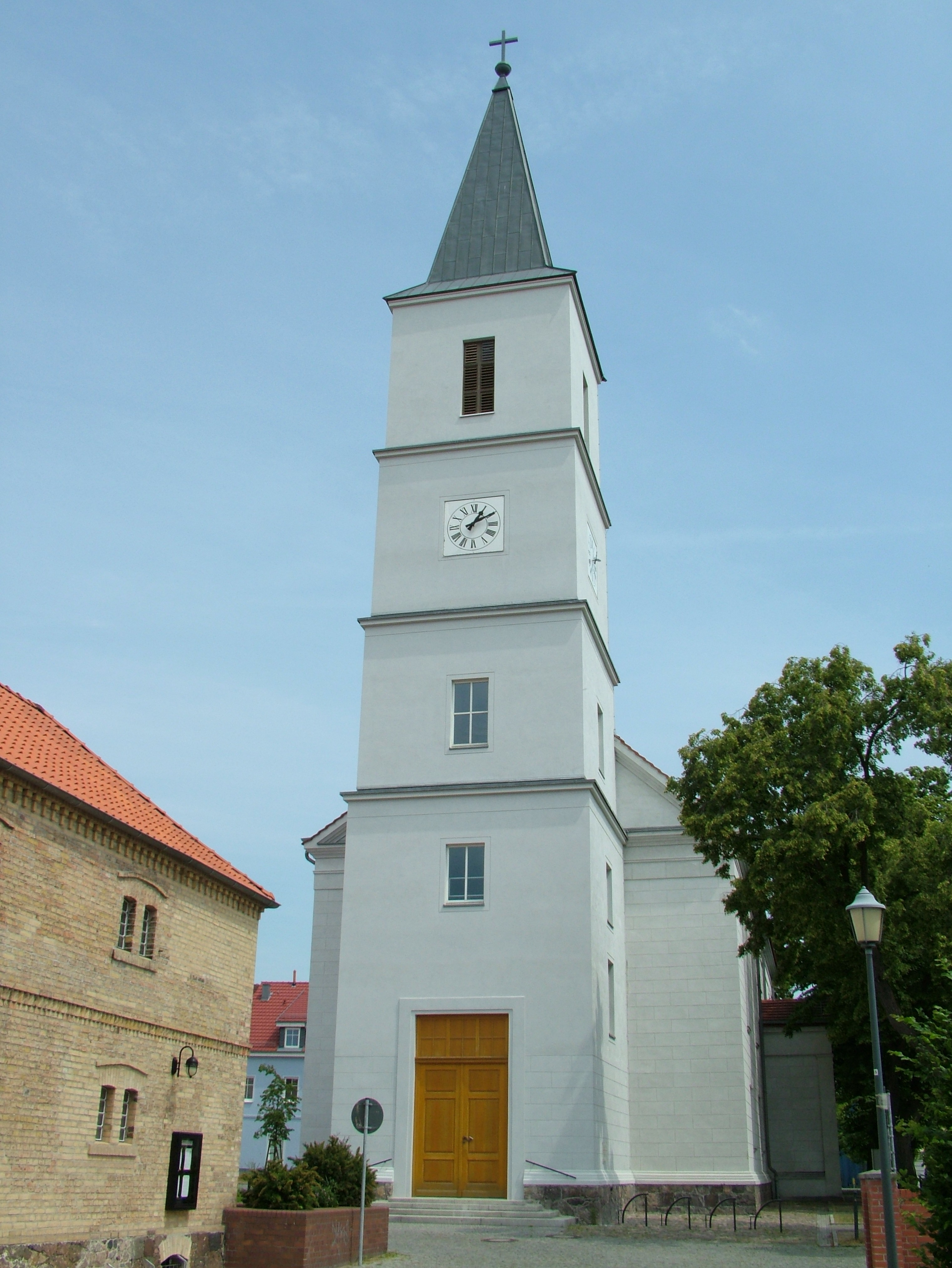
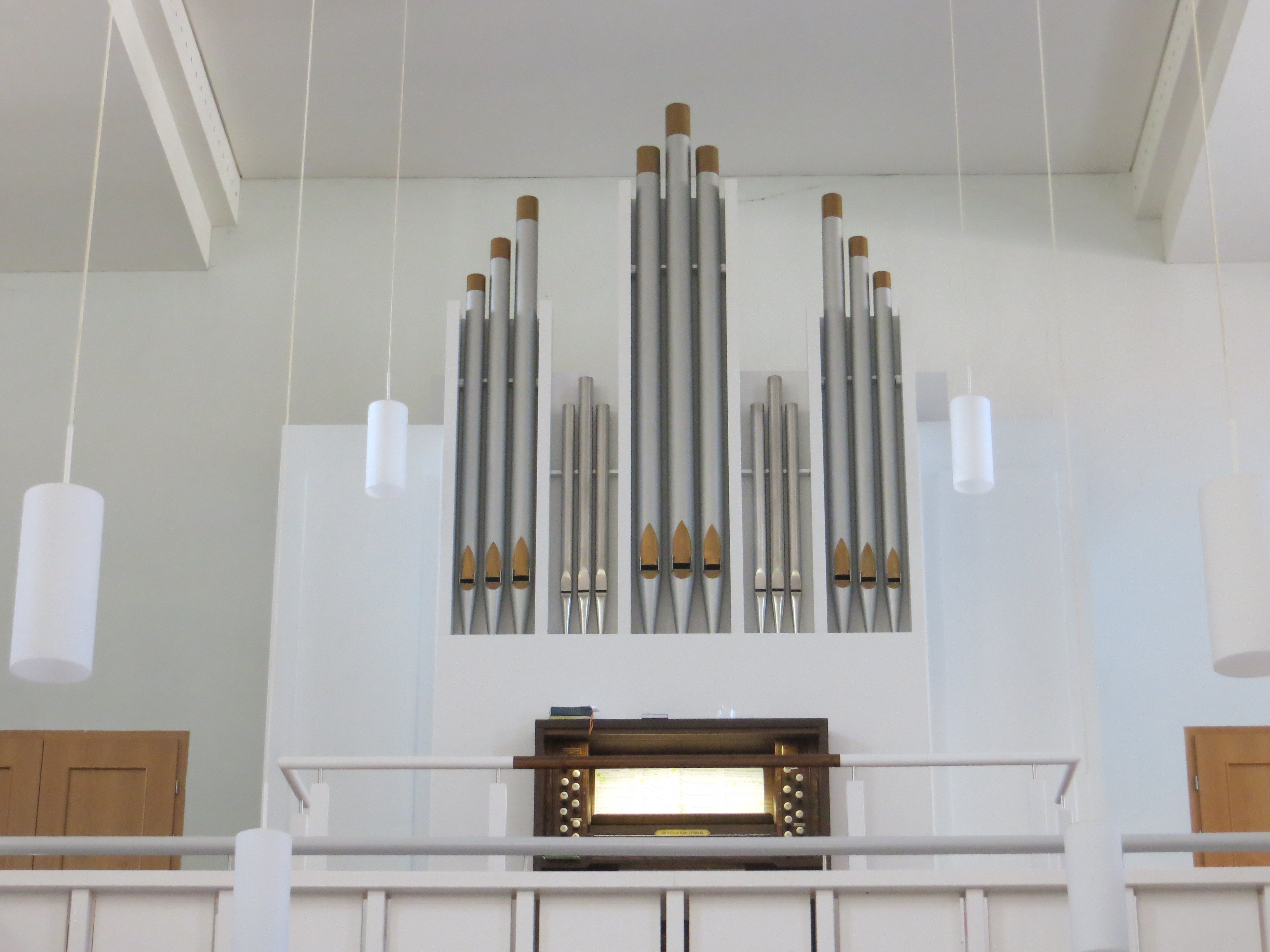
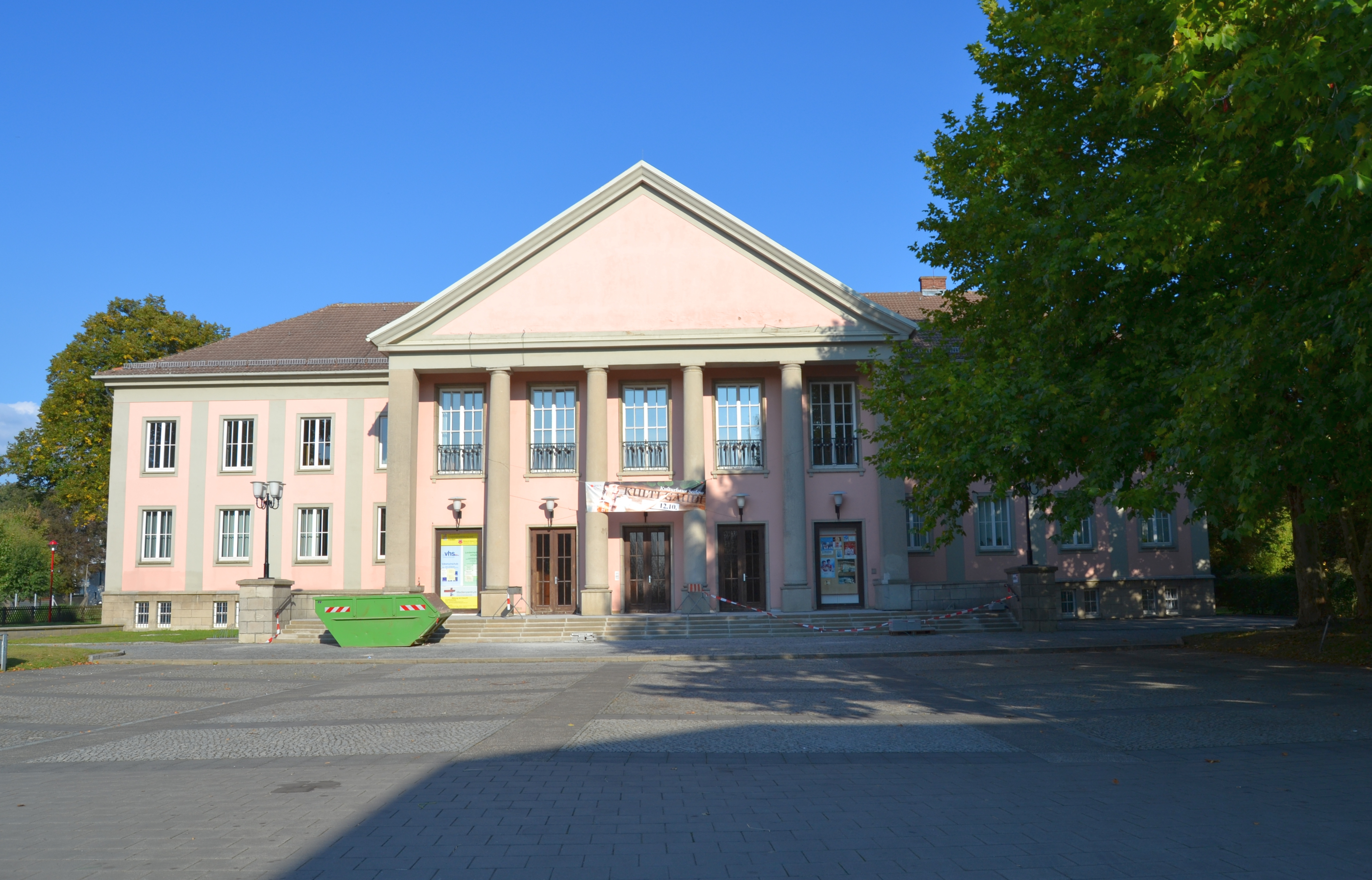
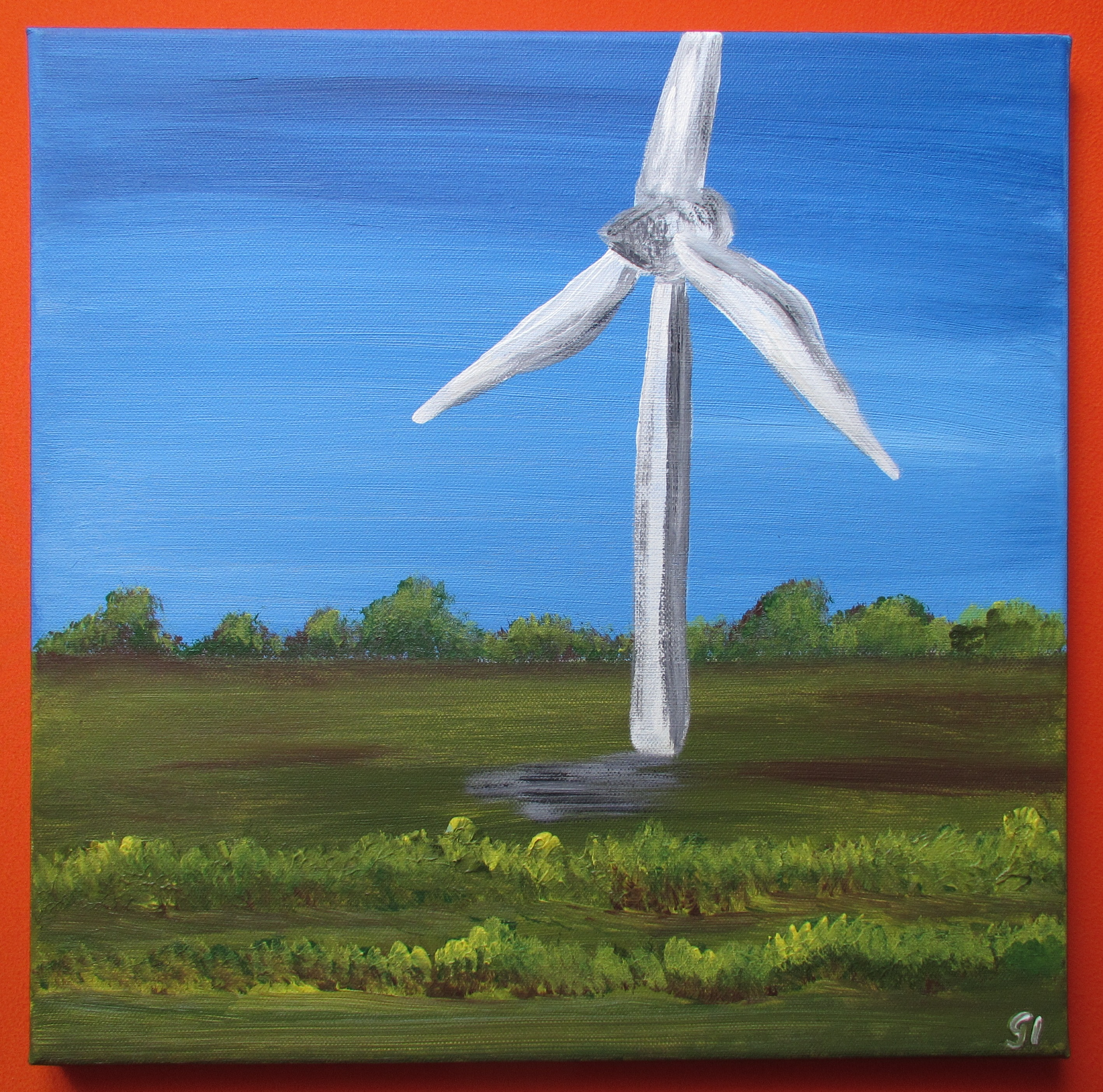